# 新北市私立光華高級商業職業進修學校
新北市私立光華高級商業職業進修學校是一間位於台灣新北市板橋區的技術型高級中等學校。設有日間部及夜間部、輪讀部。

## 教學單位
- 資料處理科
- 觀光事業科
- 應用日文科

## 外部連結
- 光華商職 （页面存档备份，存于）